# Тимелія-темнодзьоб гімалайська
Тиме́лія-темнодзьо́б гімалайська (Cyanoderma pyrrhops) — вид горобцеподібних птахів родини тимелієвих (Timaliidae). Мешкає в Гімалаях.

## Опис

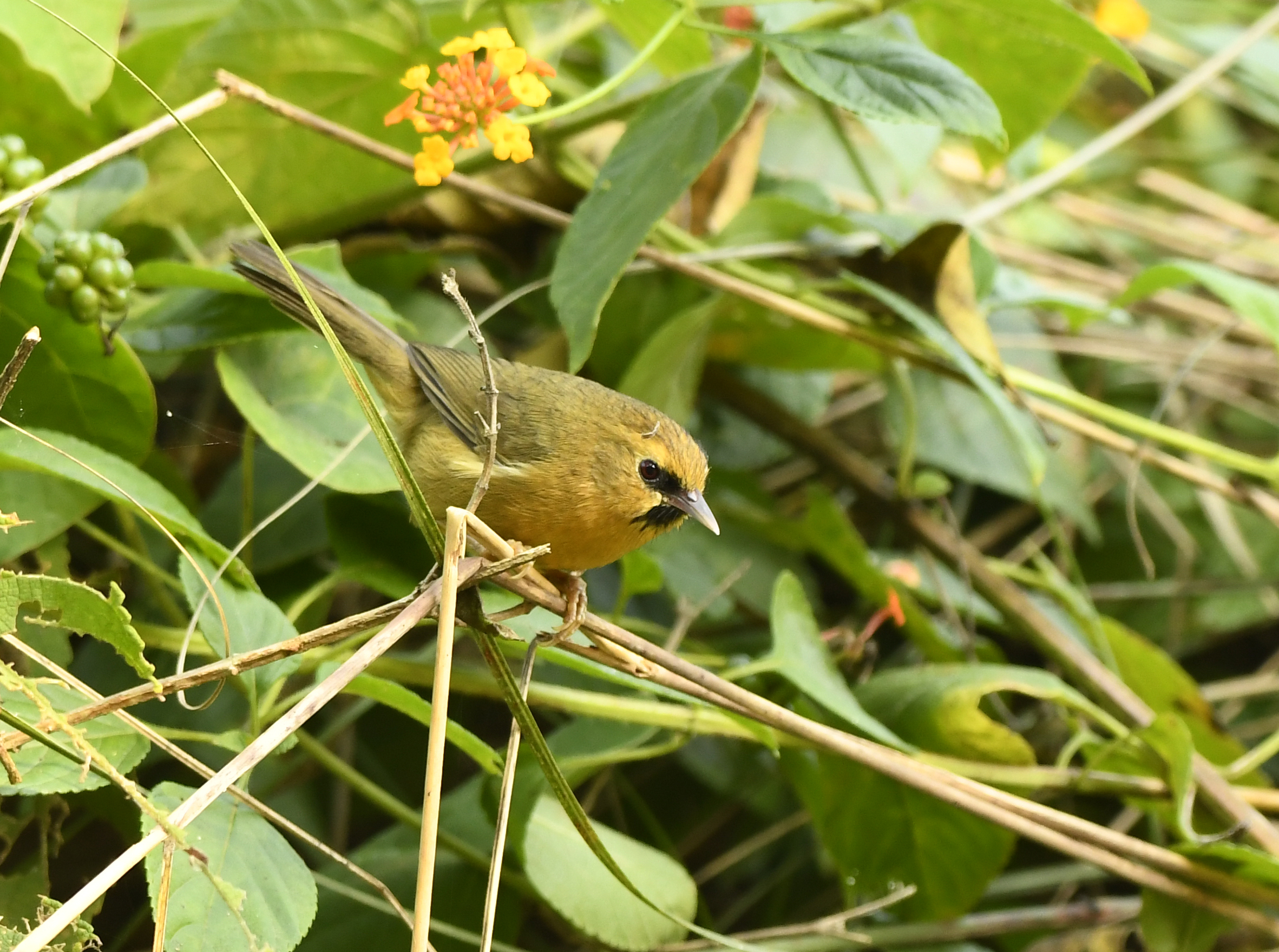
Гімалайська тимелія-темнодзьоб

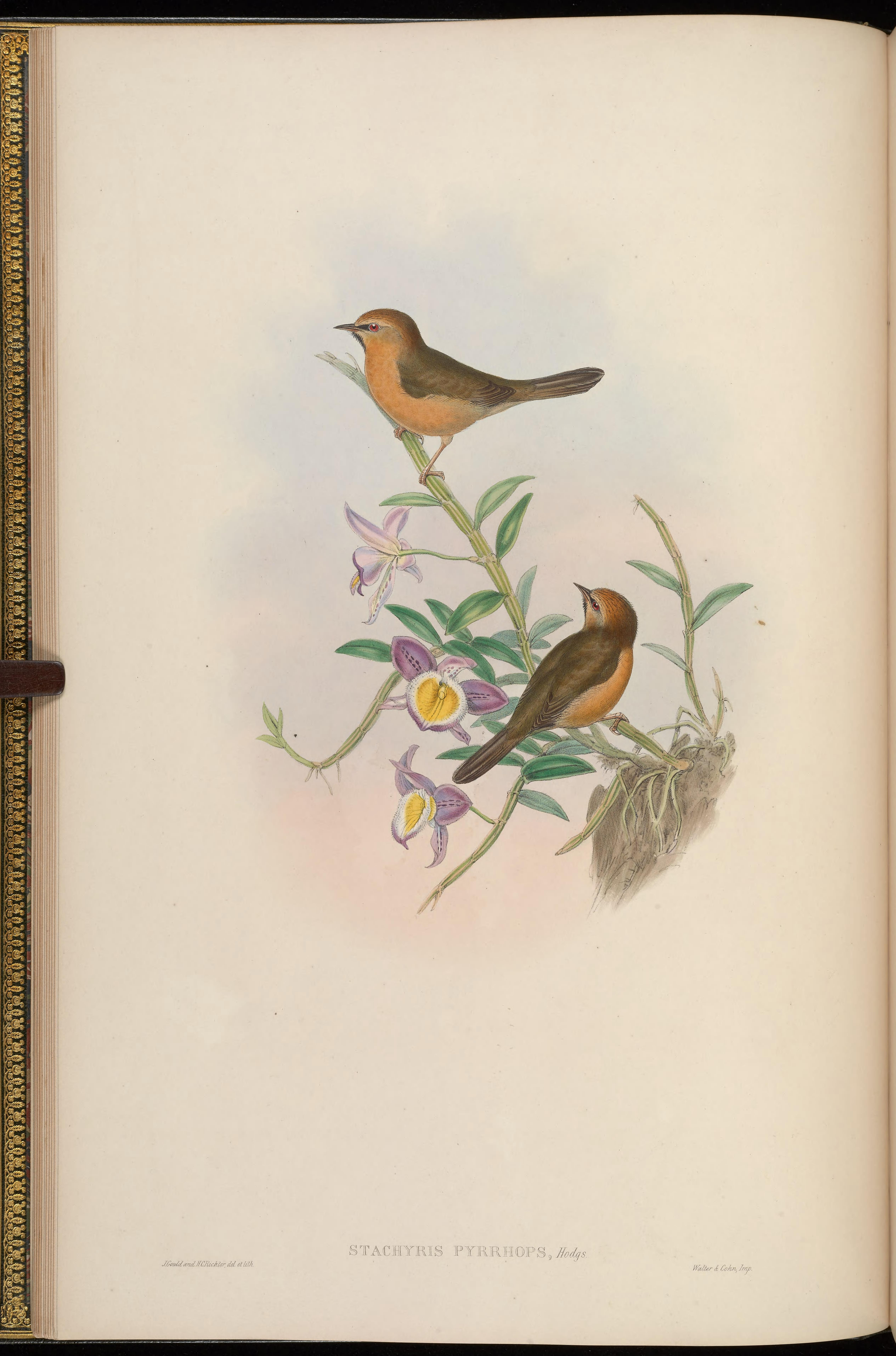
Гімалайські тимелії-темнодзьоби

Довжина птаха становить 10 см, вага 8-12 г. Забарвлення переважно коричневе. Голова сірувато-охриста, поцяткована тонкими коричневими смужками. Від дзьоба до очей ідуть чорні смуги, підборіддя чорне. Нижня частина тіла рудувато-коричнева. Спів складається зі швидкої серії коротких і гучних посвистів.

## Поширення і екологія
Гімалайські тимелії-темнодзьоби мешкають в Пакистані, Індії і Непалі. Вони живуть у гірських помірних лісах і чагарникових заростях. Зустрічаються на висоті від 2750 до 245 м над рівнем моря, зграйками по 8-10 птахів. Іноді приєднуються до змішаних зграй птахів. Живляться комахами і ягодами. Сезон розмноження триває з квітня по серпень.